# Devriesia staurophora
Devriesia staurophora är en svampart som först beskrevs av W.B. Kendr., och fick sitt nu gällande namn av Seifert & N.L. Nick. 2004. Devriesia staurophora ingår i släktet Devriesia och familjen Teratosphaeriaceae.   Inga underarter finns listade i Catalogue of Life.